# Acanthoctenus rubrotaeniatus
Acanthoctenus rubrotaeniatus là một loài nhện trong họ Ctenidae.
Loài này thuộc chi Acanthoctenus. Acanthoctenus rubrotaeniatus được Cândido Firmino de Mello-Leitão miêu tả năm 1947.